# ヘルムート・シュヴァルツ
ヘルムート・シュヴァルツ（Helmut Schwarz、1943年8月6日 - ）は、ドイツの有機化学者。ベルリン工科大学元教授。主な業績はイオン性およびラジカル性有機物の気相化学の研究。

## 来歴
ラインラント＝プファルツ州マイエン＝コブレンツ郡出身。化学実験技師としての訓練を受けた後、ベルリン工科大学に入学し、1971年に卒業。1972年に化学のPh.D.を取得し、1974年に西ドイツの大学教授資格（Habilitation）を取得。マサチューセッツ工科大学（MIT）で博士研究員として研究に従事した後、1978年から母校教授に就任した。
2008年から2017年までアレクサンダー・フォン・フンボルト財団会長。2018年秋には、日本政府より、両国の友好の増進等における顕著な功労を称え、旭日重光章を授与された。

## 受賞歴
- 1990年 - ゴットフリート・ヴィルヘルム・ライプニッツ賞
- 1991年 - マックス・プランク賞
- 1998年 - リービッヒ・メダル
- 2000年 - プレローグ・メダル
- 2003年 - オットー・ハーン物理・化学賞
- 2015年 - シュレーディンガー・メダル
- 2025年 - ウルフ賞化学部門

## 参照
- Curriculum Vitae Prof. Dr. Helmut Schwarz
- Helmut Schwarz celebrates 80th birthday